# Bir Tawil

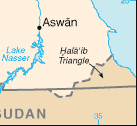
Mapa de la regió: Bir Tawil és la regió situada sota la frontera, a l'oest del triangle d'Halaib.

Bir Tawil o Bi'r Tawīl —àrab: بير طويل, Bīr Ṭawīl o بئر طويل, Biʾr Ṭawīl, literalment ‘pou fondo’— és una petita regió a la frontera entre Egipte i el Sudan. La sobirania sobre aquest territori no està clarament definida, ja que no l'ha reivindicat formalment cap dels dos països fronterers. És l'únic territori al món, fora de l'Antàrtida, del qual cap país en reivindica la sobirania.

## Geografia
Bir Tawil és una regió trapezoïdal d'aproximadament 95 km de longitud d'est a oest al nord i 45 km al sud, i d'entre 25 i 31 km del nord al sud, o sigui una superfície d'aproximadament 2.060 km². El nord del trapezi segueix el paral·lel 22. El nom de la zona fa referència a un pou situat al centre. El Jabal Tawil, una muntanya de 459 m d'altitud, està situada al nord de la regió; a l'est, es troba el Jabal Ajar Az Zarq (662 metres). L'uadi Tawil està situat al sud.

## Origen
La major part de la frontera entre Egipte i el Sudan està situada seguint el paral·lel 22(nord), escollida el 1899 pel Regne Unit per delimitar la frontera nord del Sudan Anglo-egipci. El resultat fou una frontera rectilínia llarga de 1.240 km, de Líbia a la mar Roja. Aquesta frontera fou rectificada el 1902: el triangle d'Halaib fou llavors col·locat sota administració sudanesa, ja que les tribus d'aquesta regió eren llavors basades al Sudan; de manera similar, el Bir Tawil passa sota administració egípcia, sent un pasturatge d'una tribu, els ababda basada a Aswan. Finalment, alguns pobles situats a la vall del Nil van ser cedits al Sudan, ja que eren més accessibles des del sud (l'anomenat sortint de Wadi Halfa, encara reivindicat per Egipte avui dia).

## Reivindicacions
Egipte reivindica la frontera de 1899 corresponent al paral·lel 22; aquesta interpretació col·loca el triangle d'Halaib sota control egipci i el Bir Tawil sota control sudanès. El Sudan reivindica la frontera de 1902: en aquesta òptica, el triangle d'Halaib és situat al Sudan i el Bir Tawil a Egipte. En conseqüència, els dos països reivindiquen el triangle d'Hala'ib, però cap no aspira a la sobirania sobre el Bir Tawil, que és unes deu vegades més petit que el triangle i no té cap accés al mar. Per a cada país, reivindicar el Bir Tawil significaria abandonar el triangle d'Halaib, el que explica aquesta situació estranya.